# Myrmarachne acutidens
Myrmarachne acutidens es una especie de arañas araneomorfas de la familia Salticidae.

## Distribución geográfica
Es endémica de la isla de Flores (Indonesia).